# Taravai
Taravai est une île située dans les Îles Gambier en Polynésie française. C'est la deuxième plus importante par sa superficie

## Géographie
De forme triangulaire, Taravai est située au sud-ouest à 2 km de Mangareva et 80 m au nord de l'île de Agakauitai. Taravai a une superficie de 5,7 km2 et culmine à 256 m. L'île comporte près de dix baies dont les plus importantes sont Agakono, Agakau-i-tai et Aga-nui. Elle possède également de nombreuses grottes pour la plupart inexplorées dû à des difficultés d'accessibilité.
Le petit hameau de Agakono ne compte qu'une poignée d'habitants aujourd'hui, à une certaine époque il y avait 2 000 personnes[réf. nécessaire].

## Histoire
Comme l'ensemble de l'archipel des Gambier, Taravai a été découverte par le navigateur anglais James Wilson en 1797. L'île comptait autrefois des villages dans l'ensemble de ses baies. Selon des recherches archéologiques effectuées en 2011 la baie d'Onemea serait la première baie des Gambier découverte par les Polynésiens.

## Économie
Les principales ressources de la faible population de Taravai sont majoritairement l'agriculture vivrière, qui dépend notamment de récolte d'eau de pluie et d'une électricité solaire produite grâce à des panneaux photovoltaïques. L'île, qui déploie une végétation luxuriante, possède des exploitations de caféiers, des plants arabica devenus aujourd'hui pour la plupart sauvages et qui autrefois étaient la principale ressources économiques de l'île lorsque les habitants les échangeaient avec les navires de marins de passage. Contrairement à ses îles voisines des Gambier, Taravai ne pratique pas de perliculture. Chèvres, cochons et bovins sauvages sont nombreux sur l'île, qui leur est un habitat et un environnement propice.
D'un point de vue touristique, elle est également moins visitée mais cependant constitue un havre pour les bateaux de plaisance qui s'y abritent souvent lors de la saison cyclonique en Polynésie.

## Culture
Taravai abrite l'église Saint-Gabriel achevée en 1868 par la Mission catholique[Laquelle ?] menée par Honoré Laval. L'île possède également des ruines archéologiques de Missionnaires.

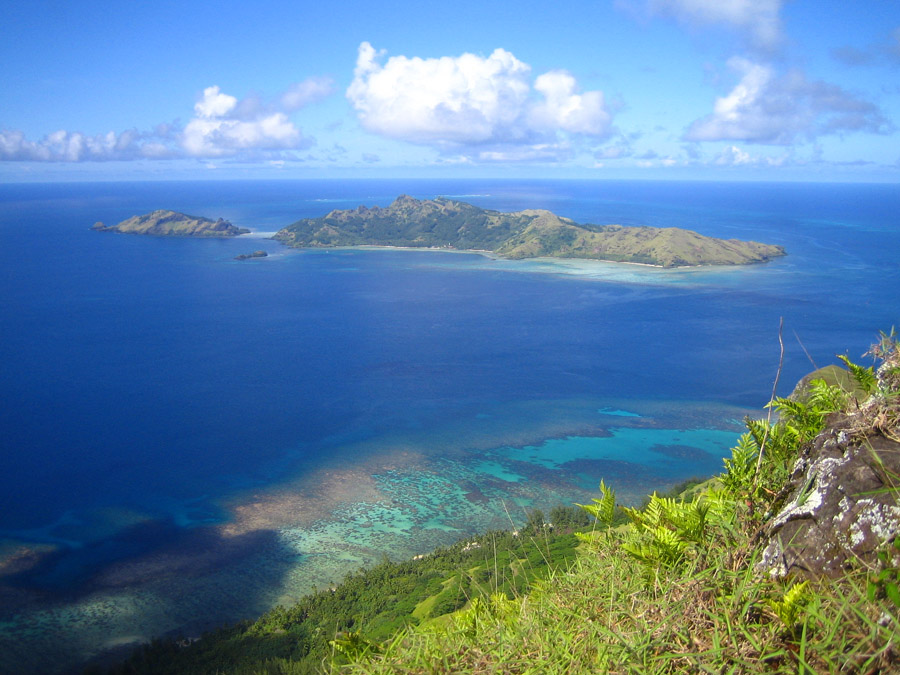
Vue sur Taravai et Agakauitai depuis le Mont Mokoto
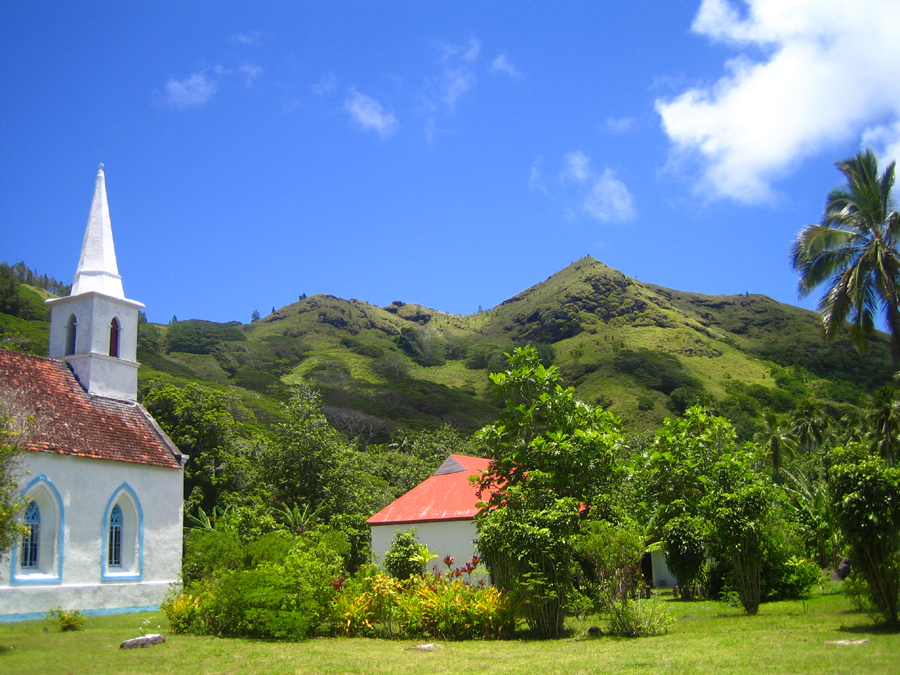
Église Saint-Gabriel
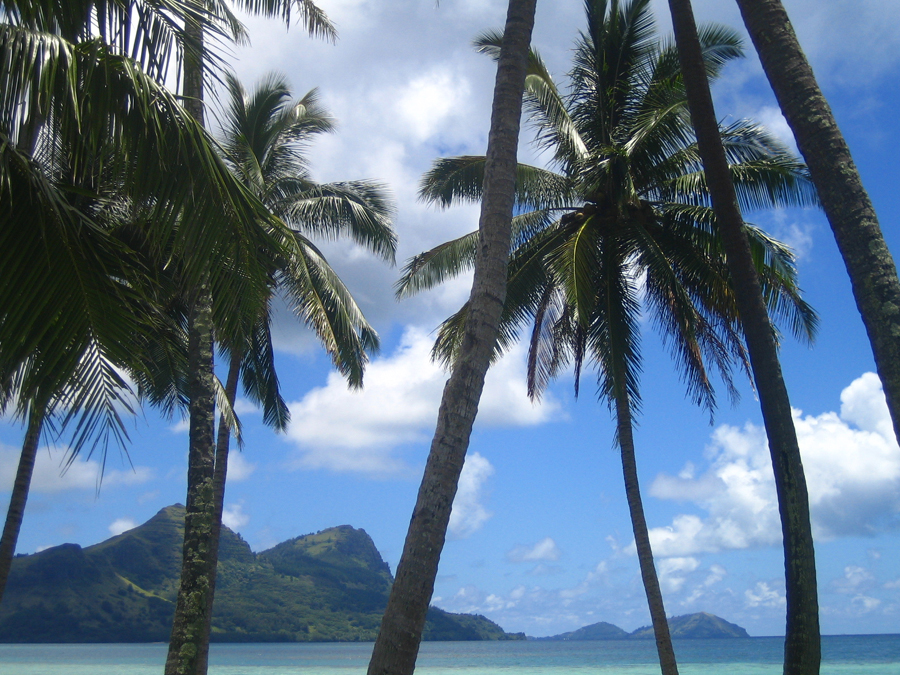
Vue sur Mangareva et Aukena depuis Taravai
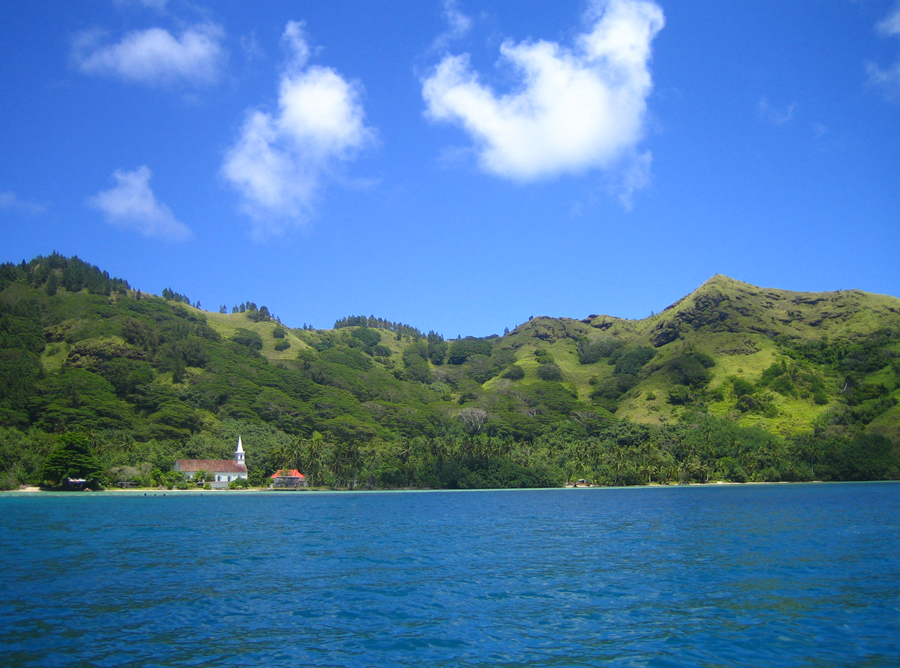
Taravai